# Franziska Roth (femme politique, 1964)
Pour les articles homonymes, voir Franziska Roth et Roth.
Franziska Roth, née le 1er mai 1964, (originaire de Reigoldswil) est une personnalité politique suisse, anciennement membre de l'Union démocratique du centre.

## Biographie
Franziska Roth naît le 1er mai 1964. Elle est originaire de Reigoldswil, dans le canton de Bâle-Campagne.
Après une formation d'employée de commerce achevée en 1984, elle suit de 1990 à 1993 les cours du gymnase du soir parallèlement à divers emplois dans le commerce, puis après avoir obtenu sa maturité étudie le droit à l'Université de Bâle jusqu'en 1998, toujours parallèlement à ses activités professionnelles. Elle obtient son brevet d'avocat argovien en 2002.
Elle travaille à partir de 2001 comme secrétaire juridique pour la Direction des travaux du canton de Zurich, puis exerce à son compte à Zoug et Rheinfelden à partir de 2005. En 2008, elle devient présidente du Tribunal du travail de Brugg (jusqu'en 2010) et du Tribunal de district de Brugg (jusqu'en 2016).

### Parcours politique
Elle fait partie du comité UDC de la ville de Brugg de 2008 à 2014 et siège au législatif (Einwohnerrat) de ladite commune de 2009 à 2012. Elle est candidate au Conseil national en 2011 et fait partie depuis la même année du comité UDC du canton d'Argovie.
Le 27 novembre 2016, elle est élue au deuxième tour au Conseil d'État du canton d'Argovie avec 61 160 voix, devançant de près de 10 000 voix la candidate socialiste Yvonne Feri (51 334 voix) et permettant ainsi à son parti d'occuper un second siège au gouvernement. Elle prend la tête de la Direction de la santé et des affaires sociales le 1er janvier 2017[réf. souhaitée].
Fin avril 2019, elle quitte l'UDC à la suite de dissensions et de critiques sur la gestion de son département. Deux mois plus tard, elle annonce sa démission pour la fin juillet 2019 et son retrait de la vie politique.